# Plaffeien
Plaffeien (toponimo tedesco; in francese Planfayon) è un comune svizzero di 3 601 abitanti del Canton Friburgo, nel distretto della Sense.

## Storia
Il comune di Plaffeien è stato istituito nel 1833; il 1º gennaio 2017 ha inglobato i comuni soppressi di Oberschrot e Zumholz.

## Monumenti e luoghi d'interesse

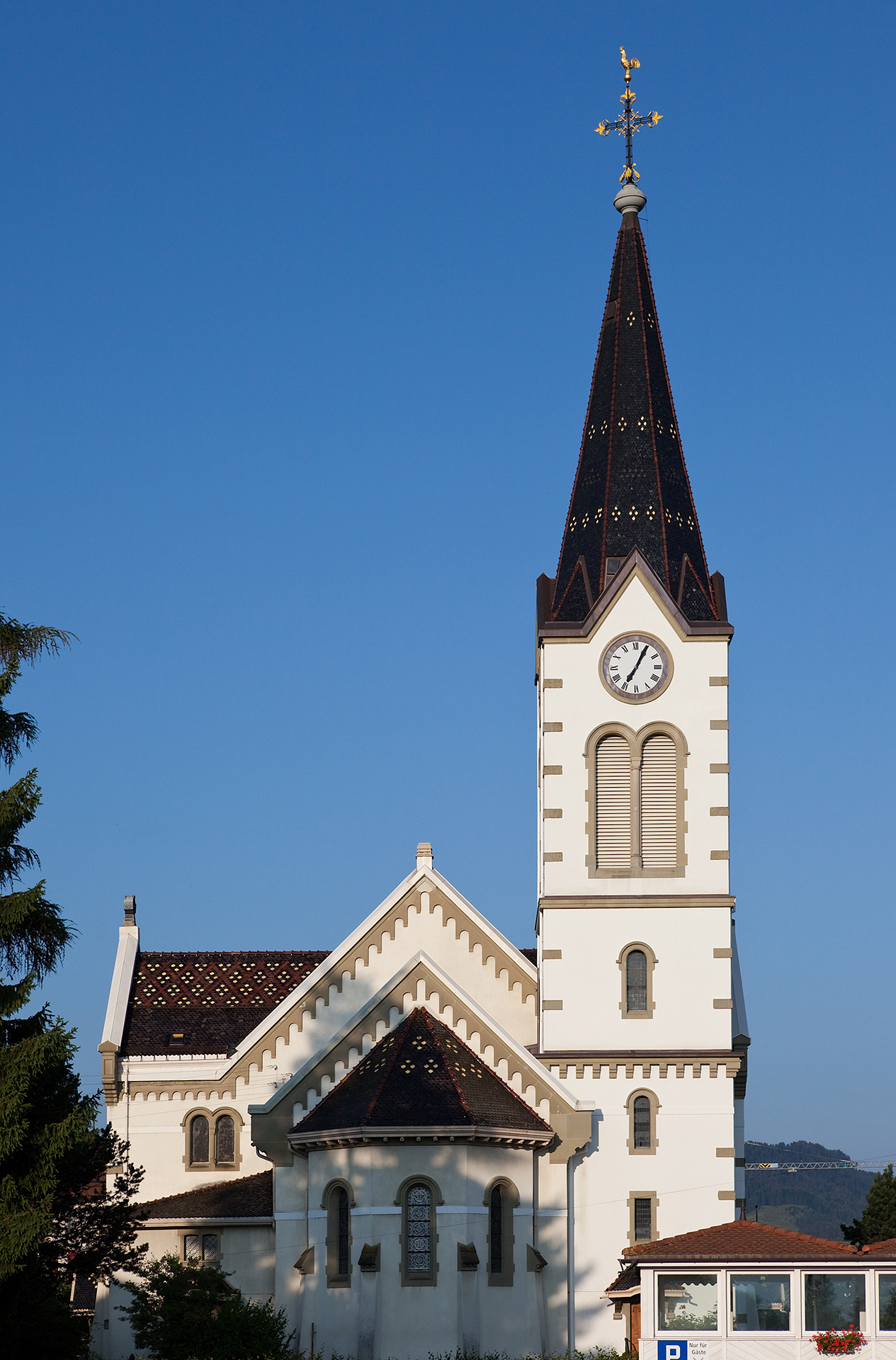
La chiesa cattolica della Natività di Maria

- Chiesa cattolica della Natività di Maria, attestata dal 1148 e ricostruita dopo il 1906[1].

## Società

### Evoluzione demografica
L'evoluzione demografica è riportata nella seguente tabella:
Abitanti censiti

## Geografia antropica

### Frazioni
Le frazioni di Plaffeien sono:
- Oberschrot[4]
  - Gansmatt
  - Plötscha
  - Ried
  - Sahli
  - Uf der Egg
- Zumholz[5]
  - Bodenacker
  - Brand
  - Bühli
  - Eggersmatt
  - Halta
  - Hasenholz
  - Leimbach
  - Riedgarten
  - Schürhalta
  - Sensematt

## Amministrazione
Ogni famiglia originaria del luogo fa parte del comune patriziale che ha la responsabilità della manutenzione di ogni bene comune.